# لویتنبرگ
شهر لویتنبرگ (به آلمانی: Leutenberg) در ایالت تورینگن در کشور آلمان واقع شده‌است.